# Giáo hoàng Thêôđorô II
Thêôđorô II (Latinh: Theodorus II) là vị giáo hoàng thứ 115 của Giáo hội Công giáo. Sau khi Giáo hoàng Romanus bị chết vì đầu độc vào tháng 11 năm 897 ông được đưa lên làm Giáo hoàng.
Theo niên giám tòa thánh năm 1806 thì ông đắc cử Giáo hoàng vào năm 897 và ở ngôi Giáo hoàng trong một thời gian rất ngắn chỉ có 20 ngày. Niên giám tòa thánh năm 2003 xác định triều đại của ông chỉ kéo dài trong tháng 12 năm 897.
Giáo hoàng Theodorus sinh tại Rôma. Theodorus cũng phục hồi lại cho Đức Formosus và về sau còn phục hồi toàn bộ đạo luật trong triều Giáo hoàng của Đức Formosus. Ông cho vớt thi hài bất hạnh của Đức Formosus lên khỏi sông Tiber và đem cải táng xứng đáng Ngài là một linh mục dưới thời Giáo hoàng Stephen V.
Theodorus qua đời đột ngột, có nhiều dấu hiệu để cho chúng ta tin rằng ông đã bị ám sát, có thể chết do bị đầu độc. Dù sao thì việc mai táng ông cũng đã diễn ra trong Vương cung thánh đường thánh Phê rô xưa.